# Mürzzuschlag

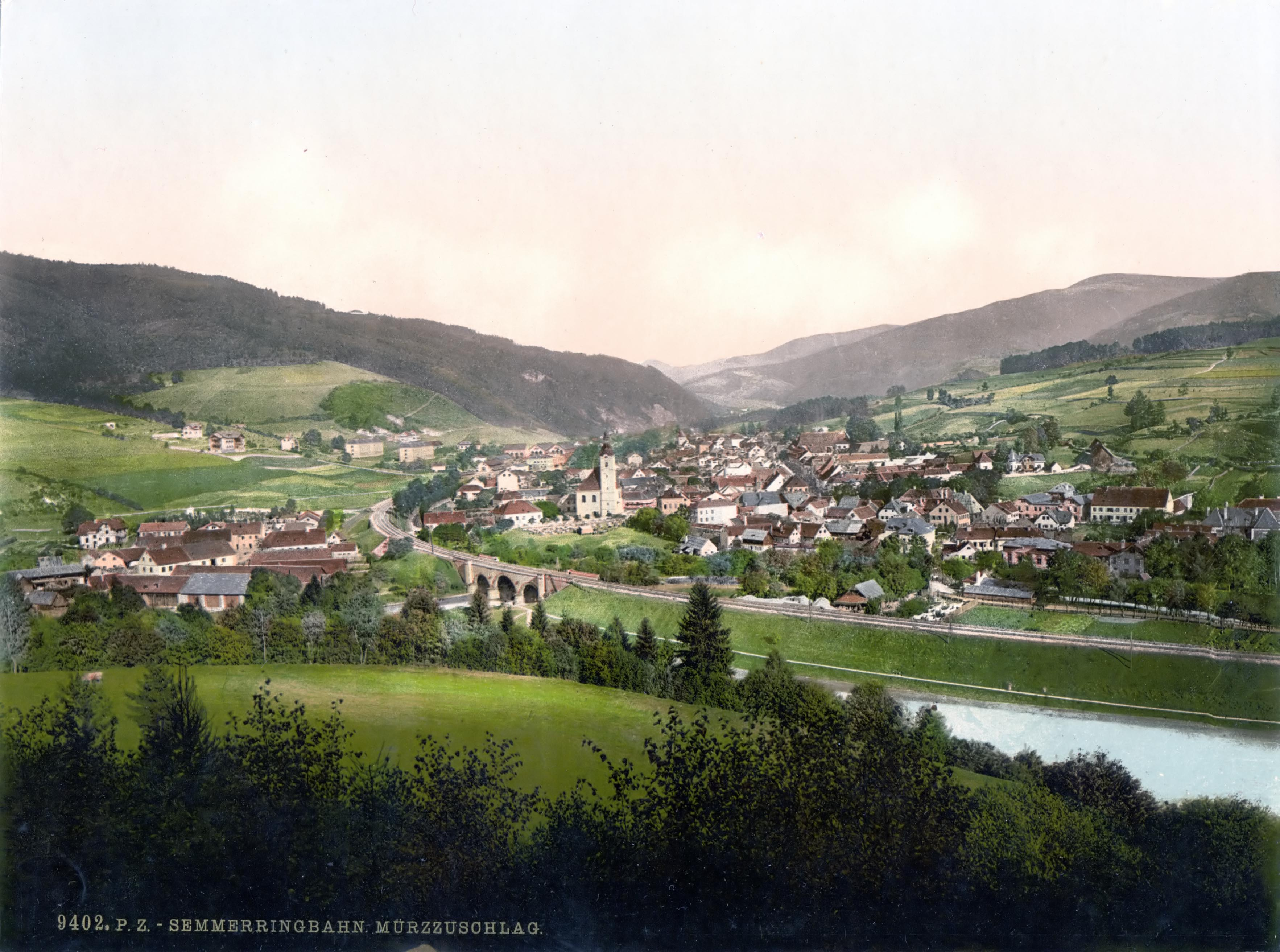
Mürzzuschlag kring 1900.

Mürzzuschlag är en stadskommun i distriktet Bruck-Mürzzuschlag i det österrikiska förbundslandet Steiermark. Staden ligger i en alpdal i norra Steiermark vid floden Mürz cirka 45 km öster om Bruck an der Mur. Mürzzuschlag var distriktshuvudort i distriktet Mürzzuschlag före sammanslagningen 2013.

## Historia
Mürzzuschlag omnämns för första gången 1227. Även minnesångaren Ulrich von Liechtenstein nämner orten i dikten „Frauendienst“. 1360 fick Mürzzuschlag ensamrätten på järnproduktion i Mürzdalen och samhället blev ett centrum för järnhantering.
Byggandet av järnvägen mellan Graz och Mürzzuschlag och sedan av Semmeringbanan som förbinder Mürzzuschlag med Gloggnitz (och Wien) ledde till ett kraftigt industriellt och ekonomiskt uppsving. År 1862 köpte Johann H. A. Bleckmann de gamla hammarverken och grundade företaget Schoeller-Bleckmann Stahlwerke (idag: Böhler Bleche GmbH) som utvecklade världens första rostfria stål.
År 1924 fick Mürzzuschlag stadsrättigheter.
Under stålkrisen på 1970- och 1980-talen drabbades den traditionella industristaden Mürzzuschlag hårt.

## Kommunen
Kommunen har 7 919 invånare (2024) och består av tio orter (Ortschaften) (inom parentes invånarantal 1 januari 2024):

- Auersbach (117)
- Edlach (133)
- Eichhorntal (21)
- Ganz (121)
- Hönigsberg (1 640)
- Kohleben (33)
- Lambach (105)
- Mürzzuschlag (5 505)
- Pernreit (88)
- Schöneben (156)

Kommunen fick sin nuvarande form den 1 januari 2015 genom en sammanslagning av kommunerna Ganz och Mürzzuschlag.

## Sevärdheter
- Brahmsmuseum - tonsättaren Johannes Brahms bodde 1884/85 i Mürzzuschlag och komponerade där sin fjärde symfoni.
- Vintersportmuseum

## Kommunikationer
Mürzzuschlag ligger vid Sydbanan och motortrafikleden S6. Riksvägen B23 som kommer norrifrån ansluter till S6 vid Mürzzuschlag.

## Kända personer
- Elfriede Jelinek, författare
- Viktor Kaplan, ingenjör och uppfinnare
- Josef Zeilbauer, idrottsman